# Termitomyces microcarpus
Termitomyces microcarpus är en svampart som först beskrevs av Berk. & Broome, och fick sitt nu gällande namn av Roger Heim 1942. Termitomyces microcarpus ingår i släktet Termitomyces och familjen Lyophyllaceae.   Inga underarter finns listade i Catalogue of Life.